# Kathimerini
Kathimerini (Grieks: Η Καθημερινή), is een Grieks dagblad dat in zowel in het Grieks als in een verkorte Engelse versie verschijnt.
De eerste editie van de krant verscheen op 15 september 1919. De Engelse editie wordt apart verkocht in de Verenigde Staten en is ook een bijlage bij de International Herald Tribune in Griekenland en op Cyprus.